# 森林公共政策士
森林公共政策士(しんりんこうきょうせいさくし)は日本の民間資格の一つ。

## 概要
京都府立林業大学校が定める資格で森林にまつわる地域社会の問題に貢献し得る人材の養成を目的に同大学校が独自に制定したものである。